# Metroid (creatura)
I Metroid sono creature aliene immaginarie presenti nell'omonima serie di videogiochi.
I Metroid furono creati dai Chozo per sterminare i Parassiti X (comparsi in Metroid Fusion) che infestavano il pianeta SR-388. Dati i loro poteri, i Pirati Spaziali cercano di impossessarsi delle creature per usarle come armi biologiche, e per questo motivo la Federazione Galattica incarica Samus Aran di eliminare anche i Metroid.

## Biologia
I Metroid riescono ad attaccarsi alle vittime con le loro doppie mandibole ed a succhiare l'energia vitale delle prede per nutrirsi, anche se pare che non effettuino un attacco fisico vero e proprio. In Metroid Prime i Pirati Spaziali effettuano esperimenti sui Metroid che vivono su Tallon IV, ma nonostante i vari tentativi di vivisezione il funzionamento interno delle creature non viene mai compreso.
I Metroid sono vulnerabili al freddo, quindi l'arma più efficace contro di loro è il Raggio Gelo seguito da dei Missili. I Metroid talloniani, più deboli, sono invece vulnerabili a qualsiasi tipo di arma. In Metroid Other M gli unici Metroid presenti sono quelli trovati nel centro di ricerca bio-armi (senza contare quelli del Settore Zero), ovvero un campione di Metroid Sovrana e i suoi piccoli. Per sconfiggerli bisogna schivare l'attacco, sparare un Raggio Gelo e colpirli con un Super Missile.
Negli altri capitoli della saga sono presenti diverse forme di Metroid, che verranno elencate in seguito.
Metroid neonato: Sono simili a delle meduse fluttuanti, si attaccano alla testa delle vittime per succhiare la loro energia vitale. Sono particolarmente vulnerabili al freddo. 
Metroid larvale: Sono la forma di Metroid più nota e hanno le stesse caratteristiche dei neonati, ma la loro presa è più forte e le loro mandibole sono lunghe. Sul loro pianeta natale, SR-388, i Metroid fanno la muta e lasciano indietro il guscio della loro precedente forma quando avanzano allo stadio successivo.
Metroid Alfa: Dopo aver fatto la muta per la prima volta, i Metroid perdono la capacità di risucchiare energia vitale e acquisiscono piccole zampe simili a quelle di un insetto. Attaccano lanciandosi alla carica e sparando palle di fuoco o sfere elettriche. La loro membrana nucleare passa dalla parte superiore a quella inferiore, con una corazza sulla parte superiore, Il Raggio Gelo ha ancora effetto su di essi, ma anziché congelarli del tutto, li rallenta soltanto, ma dopo la muta diventano più vulnerabili ai Missili di Samus.
Metroid Gamma: Dopo la seconda muta, i Metroid Alpha diventano dei Metroid Gamma e i loro poteri elettrici e di fuoco e la corazza si espandono. Le loro zampe da insetto diventano più sviluppate e simili a quelle di un ragno, permettendo loro anche di camminare per terra, arrampicarsi e saltare.
Metroid Zeta: Alla terza muta, i Metroid diventano dei giovani adulti e perdono la loro capacità di levitare, ma la loro corazza si estende su tutto il loro corpo tranne la pancia, dove si trova la membrana nucleare, e il loro aspetto diventa simile a quello di un dinosauro. Sono potenti e agili, capaci di arrampicarsi sui muri e sul soffitto, e invece di sparare elettricità attaccano sputando fiamme e acido.
Metroid Omega: La quarta muta per i Metroid. Questi esemplari adulti sono più lenti rispetto alle forme precedenti, ma sono ancora più forti e resistenti di prima, con una corazza che circonda la loro membrana nucleare. Attaccano con morsi, colpi di coda, raggi di fuoco e lanciandosi addosso ai nemici.
Metroid Sovrana: L'ultima forma dei Metroid, in grado di produrre le uova di Metroid. Solo un piccolo numero di Metroid ha i geni per diventare una Sovrana da un Metroid Omega. Ha un aspetto simile a quello di un enorme coccodrillo con un lungo collo ed è particolarmente difficile da sconfiggere, ma una Gigabomba al suo interno la può distruggere.